# Nikolaï Babiev
Nikolaï Gavrilovitch Babiev (en russe : Никола́й Гаври́лович Баби́ев), né le 30 mars 1887 dans la stanitsa Mikhaïlovskaïa (Kouban) et tombé le 30 septembre 1920 vers Kakhovka, est un général russe engagé dans les armées blanches durant la guerre civile russe.

## Origines
Fils du général cosaque Gavriil Fedorovitch Babiev (1860-1921), Nikolaï Babiev est diplômé en 1909 de l’école de cavalerie Nicolas et sert dans le 1er régiment cosaque de Laba.

### Première Guerre mondiale
De 1914 à 1917, Babiev sert comme officier dans des unités cosaques et monte en grade jusqu’à obtenir, en avril 1917, le rang de lieutenant-colonel. Il commande alors le 1er régiment de la mer noire des cosaques du Kouban.

### Guerre civile russe
En janvier 1918, Babiev dissout son régiment et rejoint l’armée des volontaires avec une partie de ses hommes et officiers. Il participe à la première campagne du Kouban au cours de laquelle il est grièvement blessé au bras droit. En mars 1918 il est fait prisonnier par les rouges mais parvient à s'échapper de la prison de Maïkop où il était détenu.
Le 25 septembre 1918, il est promu colonel et prend ensuite le commandement du régiment de cavalerie de Kornilov avec lequel il participe à la seconde campagne du Kouban.
En janvier 1919, Babiev, au rang de général-major, est le commandant de la 2e brigade de cavalerie du Kouban au sein de la 1re division du Kouban. En mars, il prend le commandement de la 3e division du Kouban et est blessé à la tête en mai.
En août 1919, Babiev commande la cavalerie de l’armée du Caucase (brigades cosaques du Kouban et d’Astrakhan) puis, en mai 1920, la division (par la suite corps d’armée) de cavalerie cosaque du Kouban de l’armée russe. Le 18 juin, il est promu lieutenant-général.
Nikolaï Babiev participe en août 1920 au débarquement du général Oulagaï au Kouban.
Le 30 septembre 1920, lors de combats avec la 2e armée de cavalerie rouge de Mironov, Nikolaï Babiev est tué par un obus alors qu’il tentait de franchir le Dniepr aux alentours de Kakhovka.